# Glavičorak
Glavičorak (en serbe cyrillique : Главичорак) est un village de Bosnie-Herzégovine. Il est situé sur le territoire de la ville de Bijeljina et dans la république serbe de Bosnie. Selon les premiers résultats du recensement bosnien de 2013, il compte 195 habitants.

## Géographie
Le village est situé à la limite entre la République serbe de Bosnie et le district de Brčko, sur les bords de la rivière Lukavac.

## Démographie

### Évolution historique de la population dans la localité
| 1948 | 1953 | 1961 | 1971 | 1981 | 1991 | 2013 |
| ---- | ---- | ---- | ---- | ---- | ---- | ---- |
| 422  | 445  | 448  | 422  | 400  | 359  | 195  |

|  |